# 3-oksoacil-(acil-nosilac-protein) reduktaza (NADH)
3-oksoacil-(acil-nosilac-protein) reduktaza (NADH) (EC 1.1.1.212, 3-oksoacil-(acil nosilac protein) (redukovani nikotinamid adenin dinukleotid) reduktaza, (3R)-3-hidroksiacil-(acil-nosilac-protein):NAD+ oksidoreduktaza) je enzim sa sistematskim imenom (3R)-3-hidroksiacil-[acil-nosilac protein]:+ oksidoreduktaza. Ovaj enzim katalizuje sledeću hemijsku reakciju
(3)-3-hidroksiacil-[acil-nosilac protein] + + {\displaystyle \rightleftharpoons } 3-oksoacil-[acil-nosilac protein] + +
Ovaj enzim formira deo sistema sinteze masnih kiselina kod biljki. On se može odvojiti od EC 1.1.1.100, 3-oksoacil-[acil-nosilac-protein] reduktaze.

## Literatura
- Nicholas C. Price; Lewis Stevens (1999). Fundamentals of Enzymology: The Cell and Molecular Biology of Catalytic Proteins (Third изд.). USA: Oxford University Press. ISBN 019850229X.
- Eric J. Toone (2006). Advances in Enzymology and Related Areas of Molecular Biology, Protein Evolution (Volume 75 изд.). Wiley-Interscience. ISBN 0471205036.
- Branden C; Tooze J. Introduction to Protein Structure. New York, NY: Garland Publishing. ISBN 0-8153-2305-0.
- Irwin H. Segel. Enzyme Kinetics: Behavior and Analysis of Rapid Equilibrium and Steady-State Enzyme Systems (Book 44 изд.). Wiley Classics Library. ISBN 0471303097.

## Spoljašnje veze
- 3-oxoacyl-(acyl-carrier-protein)+reductase+(NADH) на 